# Iguatu
Iguatu este un oraș în statul Ceará (CE) din Brazilia. 92 000.
1. ↑   https://cidades.ibge.gov.br/brasil/ce/iguatu/panorama, accesat în 8 mai 2022 Lipsește sau este vid: |title= (ajutor)